# Geografía de Castilla y León

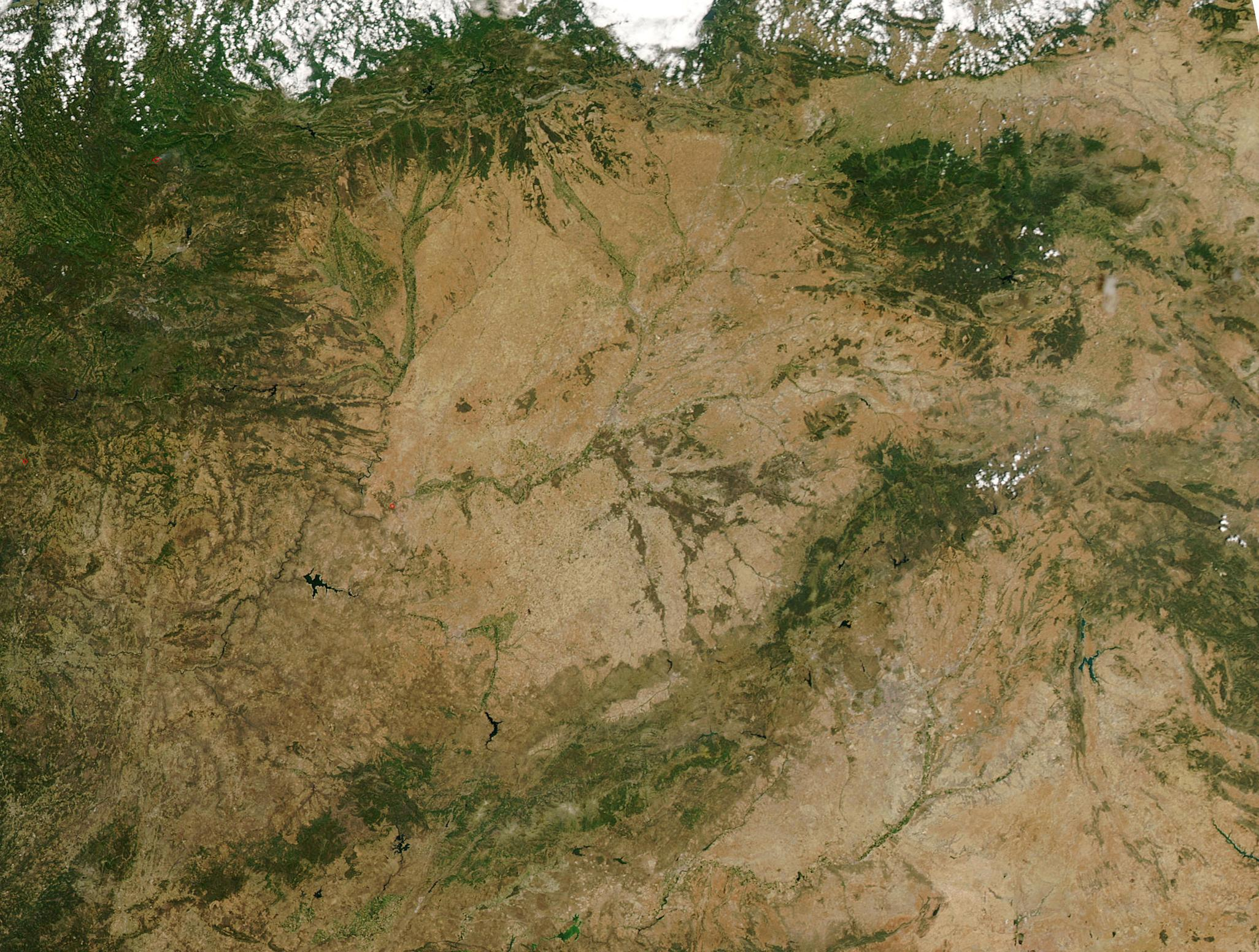
Imagen satelital de Castilla y León (NASA).

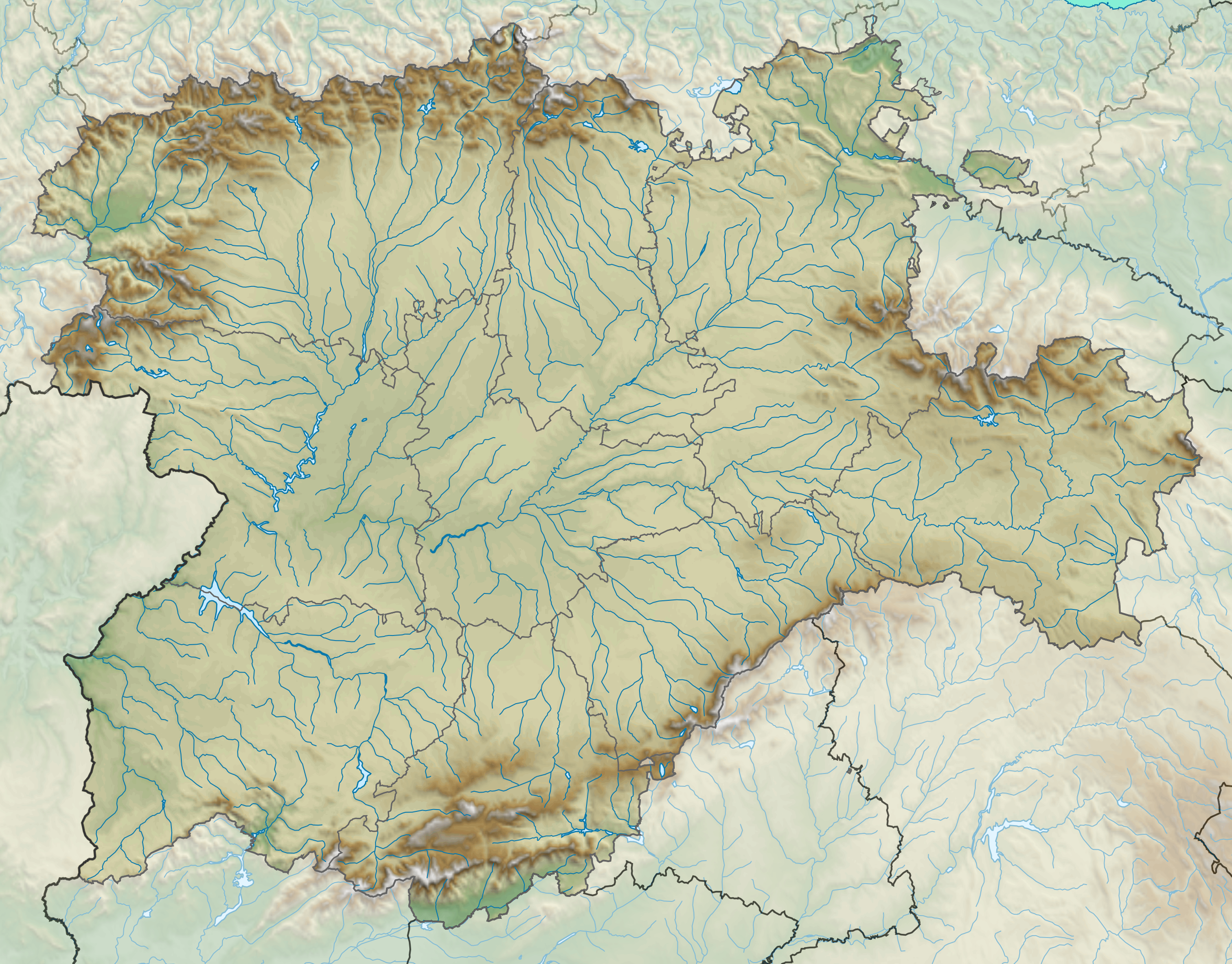
Mapa de relive de Castilla y León.

La geografía física y humana de Castilla y León (España) se extiende por el territorio que corresponde mayoritariamente a la parte española de la cuenca hidrográfica del Duero. Imponentemente cercada en parte por la cordillera Cantábrica, el Sistema Central y los Arribes del Duero.
Limita con Portugal y con las comunidades autónomas de Galicia (provincias de Orense y Lugo) al oeste, con las de Asturias, Cantabria, País Vasco (provincias de Vizcaya y Álava) y La Rioja al norte, con la de Aragón (provincia de Zaragoza) al este, con las de Castilla-La Mancha (provincias de Guadalajara y Toledo) y Madrid al este y al sur y con la de Extremadura (provincia de Cáceres) al sur.

## Geografía física

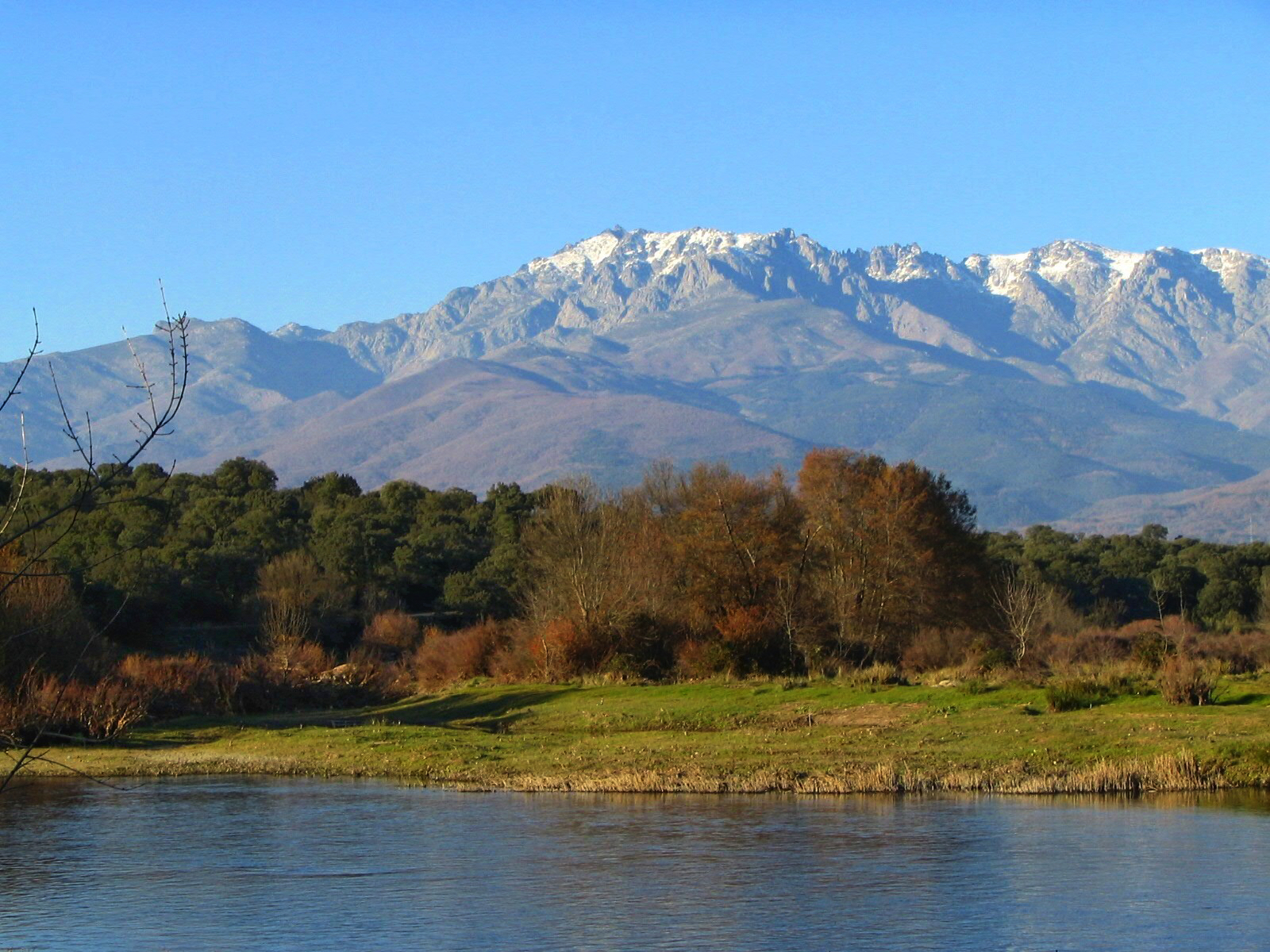
El río Tiétar, al sur del Pico Almanzor, el más alto de la Sierra de Gredos (provincia de Ávila).

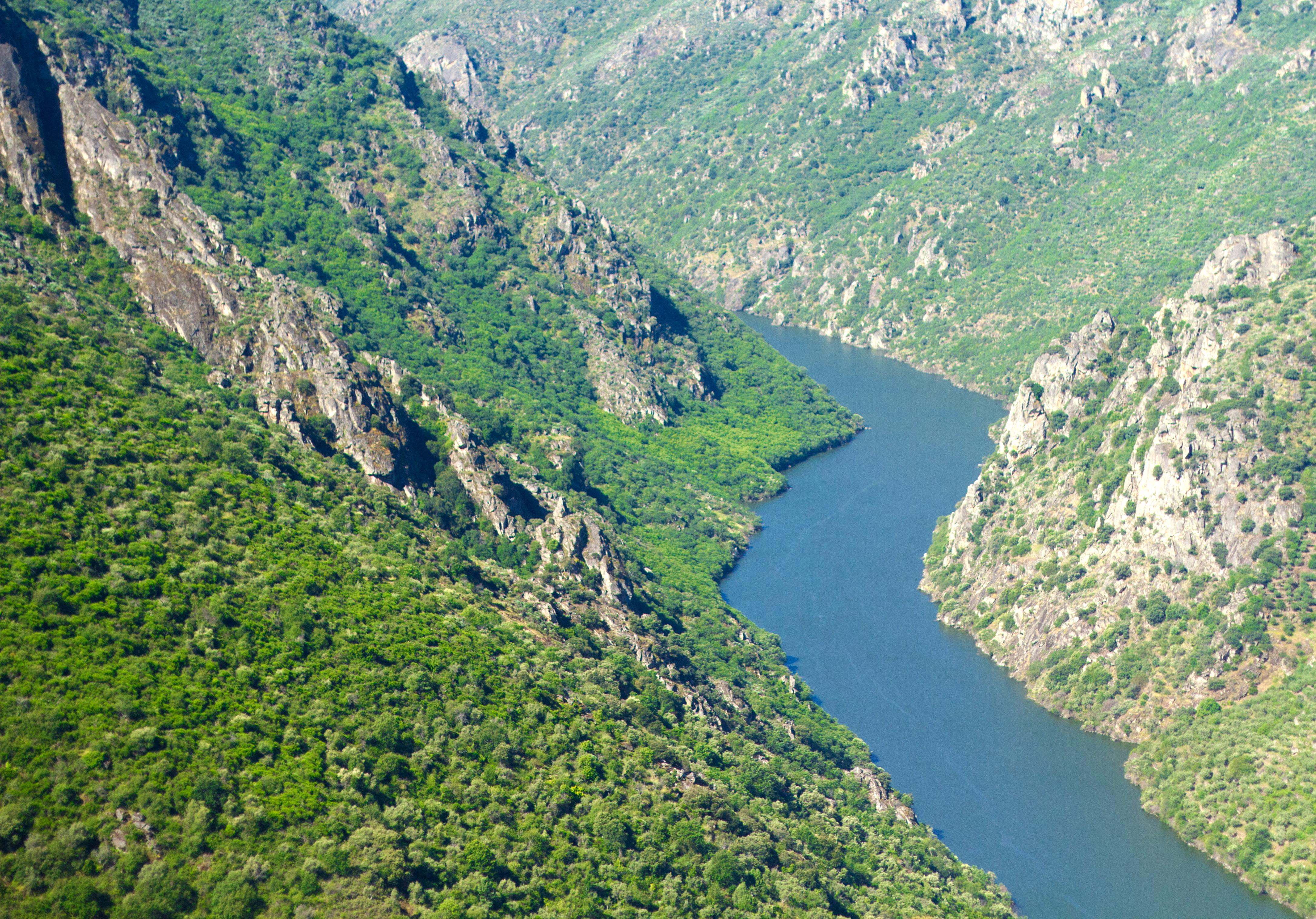
El mayor bosque de almeces de Europa está situado en las arribes del Duero, a su paso por el municipio de Mieza (provincia de Salamanca), en pleno Parque natural de Arribes del Duero.

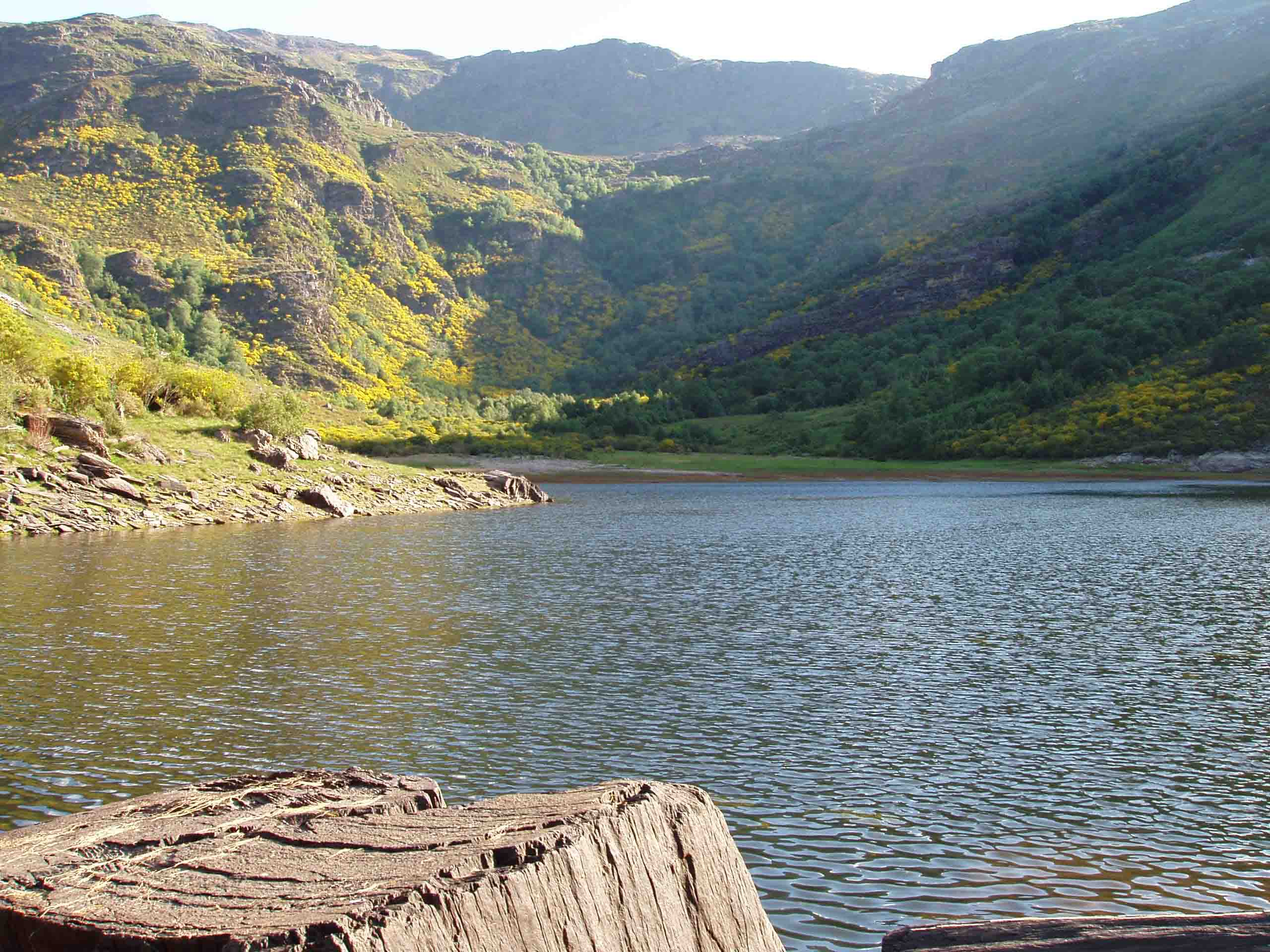
El Lago de La Baña (provincia de León) en junio.

A grandes rasgos, se suele categorizar el territorio en varias unidades morfoestructurales generales.

### Sistema Central
Castilla y León está subdividido en la Sierra de Ayllón, Sierra de Somosierra, Sierra de Guadarrama, Sierra de Malagón, Sierra de Gredos, Sierra de Béjar, Sierra de Francia y Sierra de Gata.

## Hidrografía

### Principales ríos
El Duero y sus afluentes.

### Lagos
Entre otros: Lago de Sanabria, Lago de la Baña, Lago de Truchillas, Laguna de la Nava de Fuentes y Laguna Negra de Urbión

### Embalses
Castilla y León es la comunidad autónoma más rica de España en este sentido.
Destacables son dos de los embalses más grandes de España, el de Almendra (provincia de Salamanca y Zamora) y el de Ricobayo (provincia de Zamora).